# Armando Latini
Armando Latini (ur. 20 maja 1913 w Rzymie, zm. 20 maja 1966 tamże) – włoski kolarz torowy i szosowy, srebrny medalista olimpijski.

## Kariera
Największy sukces w karierze Armando Latini osiągnął w 1936 roku, kiedy wspólnie z Mario Gentilim, Severino Rigonim i Bianco Bianchim zdobył srebrny medal w drużynowym wyścigu na dochodzenie podczas igrzysk olimpijskich w Berlinie. Był to jedyny medal wywalczony przez Latiniego na międzynarodowej imprezie tej rangi, był to także jego jedyny start olimpijski. Startował również w wyścigach szosowych, ale nie odnosił większych sukcesów. Nigdy nie zdobył medalu na szosowych ani torowych mistrzostwach świata.